# Dammartin-sur-Meuse
Dammartin-sur-Meuse település Franciaországban, Haute-Marne megyében. Lakosainak száma 203 fő (2022. január 1.). Dammartin-sur-Meuse Val-de-Meuse, Parnoy-en-Bassigny, Le Châtelet-sur-Meuse, Saulxures és Avrecourt községekkel határos.

## Népesség
A település népességének változása:
| Lakosok száma | 239  | 207  | 186  | 218  | 209  | 201  | 198  | 197  | 197  | 203  |
|               | 1968 | 1982 | 1990 | 2006 | 2013 | 2015 | 2017 | 2019 | 2020 | 2022 |